# ふるさと小包
ふるさと小包（ふるさとこづつみ）は1983年（昭和58年）より日本郵便が提供する全国各地の特産品のカタログ販売サービスである。

## 概要
郵便局内に設置されているカタログやチラシ、公式ホームページに全国各地の特産品が掲載されており、郵便局窓口や電話、インターネットなどで注文が可能である。注文した特産品は産地からゆうパックで発送され、送り先に届けられる。

## 歴史

### 前史
かつての日本の小口貨物は郵便局の郵便小包と日本国有鉄道の鉄道小荷物が寡占していた。しかし1970年代、全逓信労働組合のストライキや国鉄労働組合・国鉄動力車労働組合のスト権ストによって業務に混乱をきたしたことで共に荷物の大幅な遅れや不着などが頻発した。郵便局では特に1978年（昭和53年）の年末から1979年（昭和54年）の年始に行われた「越年闘争」では正月はおろか松の内にすら年賀状が届かない事態に陥り、郵便局は多くの利用者の信頼を失う結果となった。

後述する「カムバック小包作戦」で二条市場に郵便局臨時出張所を開設した際に、郵便小包を利用してもらうべく各商店で交渉を行った時のことを札幌中央郵便局の窓口集配部長は手記にこう記している。
11月10日……T部長と案内状をもって……
"郵便局ですが"というと、態度が急変し厳しい顔になって相手にしてくれない。苦情、郵便局に対する不信の言葉等々、約一時間で全部配布したが、あまり相手にしてくれない。しかし、何回もアタックしよう。明日から毎日顔を出すことにする。
（中略）
12月4日……宅配の人たちが笑っている……
K商店の店先に50個程荷物が積んである。"郵便局ですが"というと"ありません"……すべて宅配である。そばで宅配の人たちが笑っている。

一店一店同じように歩く。毎日同じことの繰り返しから信用をつけなければ。怒られても笑顔を忘れずに。
局員の粘り強い交渉によって結果的にこの臨時出張所は12月1日から12月28日までの約1か月で1万4,554個を引き受ける大成功を収めた。しかしながら二条市場の商店主が当初このような態度を取ったのにも相応の理由があった。二条市場で取り扱う商品は海産物などの生鮮食品が主体である。そのため郵便小包の遅れは市場に大きな損害を与えていたのである。

越年闘争当時、葛飾新宿郵便局の局長であった金澤浩次は次のように語っている。
いかに国の仕事であろうともお客様から見放されたらつぶれてしまう。そういう声をたくさん聞かせていただきました。当時の区長さんあるいは区議会の議長さんなり議員の方々あるいは町の有力者の方々からこもごも言われました。全くそのとおりだと思いました。中には直接組合に、諭していただいた方もあります。私たちを激励してくださった方もいますけれども、全く親方日の丸意識をもった組織というのはこわいものであります。これは労働組合だけでなく私達使用者である私どもも十分肝に銘じて腹の底から親方日の丸意識を払拭しないと駄目だという教訓をこの53年の大闘争を通じて労使ともども得ました。
郵便局と国鉄が荷主の信用を損ねる中で、1970年代後半から1980年代はじめにかけてはヤマト運輸や日本通運、全日本流通（フットワーク）などの民間の宅配便が次々と出現した。郵便も電話の全国即時化やファクシミリの普及によって減少したうえ、料金の高額さや速達性の問題からバイク便や私設郵便が増えつつあった。さらに当時は官業民営化を推し進める鈴木善幸内閣によって日本電信電話公社や日本専売公社の民営化が行われ、日本国有鉄道も民営化が議論されていた。年々取扱量が減る郵便や小包に郵政省、各郵政局、さらには郵便局の局員の中にも職場を守らなければならないという危機感が生まれていた。前述の越年闘争をはじめとする「抵抗と対立」を強調した運動路線に対しては全逓信労働組合内部からも批判の声が出始め、1982年（昭和57年）から1983年（昭和58年）にかけての大会において「雇用・労働条件の確保・改善」および「国民のための郵政事業づくり」を原則とする方針へと全面的に変更された。
そのような中で郵政省は1981年（昭和56年）4月に従来の行政組織としては異例の営業課を設置する。そして翌年の1982年（昭和57年）には労使の協力もあって小包郵便物の航空加算額の廃止、速達小包郵便物の航空機搭載、配達速度の向上、手紙と小包の同時配達の実施、小包郵便の大口割引制度の実施、ビジネス郵便基本料の引き下げなどの制度面でのサービス改善を開始する。

### カムバック小包作戦
この制度改正にいち早く動きを見せたのが北海道郵政局である。第一次産業が主体である北海道を管轄とする北海道郵政局の管内郵便業務収入状況は全国平均を下回っており、特に厳しい状況下に置かれていた。1982年（昭和57年）11月に郵便小包の大口割引が実施されたことをきっかけに12月末までの2か月間、管内の郵便局で知恵を出し合い「カムバック小包作戦」として二条市場や札幌市中央卸売市場、函館朝市、釧路和商市場への郵便局臨時出張所の開設、小包宛名ラベルの作成、訪問セールスやマスコミ対策を実施した。この中でも1984年（昭和59年）に全国に拡大することになる小包宛名ラベルは特に画期的なものであった。現在でいうところの「送り状（伝票）」であり、依頼主控えに荷物追跡番号が付いているため小包が行方不明になった際も追跡をすることが可能である上に、通知はがきがついており配達が完了した後送り主に返送されるようになっていた。送り状、荷物追跡は当時民間の宅配便で当たり前であったものの、通知はがきは郵便局独自のサービスであった。このサービスは2018年（平成30年）3月1日に廃止されるまで続くこととなった。

### ふるさと小包の誕生
1983年（昭和58年）6月1日、北海道郵政局では前年に続く更なる施策として転居あいさつ状の差出推奨、慶弔用封筒や便箋の販売および例文を印刷したチラシの設置、「ふるさと通信」の利用推奨などを実施した。また、郵便小包の需要掘り起こしとして集荷サービスの実施と共に開始された施策が「ふるさと小包」であった。道内各地の郵便局が地元自治体や農協、漁協等と提携し、道内各所、50品目の特産品が掲載されているパンフレットを制作。お中元でも相当利用され、送付先は首都圏が9割を占めた。それまでは生産者と消費者の間に農協や漁協、市場、問屋、小売店が入っていたものが直接消費者のもとに届くことで低価格を実現しており、後に郵政省は「加盟業者の方には"（トータルでは）産地並みの価格"で設定してもらうことを加盟条件の一つにしてある。」と述べている。
同年の8月には取り扱い範囲を東京郵政局を除く11郵政局に拡大し、全国へ展開した。
ふるさと小包以外の施策も継続して行われた。東京南部小包集中局、京橋郵便局、中央築地郵便局（現在の豊洲市場郵便局）は1984年（昭和59年）9月から合同で「築地作戦」として小包奪還に向け築地市場へ集荷へ向かった。鮭のビニール詰めや包装、宛名書きなどを手を真っ赤にしながら手伝う集荷部隊の姿がNHKで放送され、これを見た視聴者からふるさと小包やお歳暮の問い合わせが来るなど取り組み同士の相乗効果も見られた。また郵便局のみならず郵政局でも積極的な営業が行われた。九州郵政局の近くにある鶴屋百貨店では当時「郵便小包は割高で着否の確認が得られないので最近はほとんど利用することはありません。」と新人研修用マニュアルに記載されているほどであったが郵政局による営業の結果、ひとまず短距離の商品のみ郵便小包の利用に切り替えたところ、非常に破損が少なかったことや民間宅配便で0.70%あった配達不能での返品率が0.2%であったことなどからその後も継続して利用されるようになった。
このような現場の職員の努力や取り組みに加えて、1984年（昭和59年）1月に郵便小包の重量制限が10kgに緩和されたことや2月からの自動車輸送の開始、「翌日配達地域」の拡大などのサービス改善、さらに流通ルートの確保が課題となっていた一村一品運動などが大きな追い風となり、1983年度に43万個であったふるさと小包の取扱数は翌1984年度には100万個となった。また、1984年度（昭和59年度）の一般小包の引受数は前年度比+6.0％と8年ぶりに上昇に転じた。

### さらなる拡大
1985年（昭和60年）10月にはふるさと小包のカタログ作成、配布や推奨品の認定、商品への損害保険などの業務を行う財団法人「ポスタルサービスセンター（現在の郵便局物販サービス）」が発足し、自治省が設立した財団法人「地域活性化センター」と協力してカタログやチラシの作成を行った。これに前後して1985年（昭和60年）5月からはそれまで地方ごとに配備されていたカタログが全国すべての郵便局に配備され、1986年（昭和61年）4月に全国共通カタログの発行も開始されている。
また円高の影響で減少している国際郵便の需要掘り起こしとして1985年（昭和60年）8月には海外郵便為替を用いて個人輸入ができるサービス「ミニインポート」を始めたのを皮切りに、同年10月21日からは郵便局備え付けの外国商品カタログに掲載されている商品を注文すると輸入販売元から直接配送される「ワールドゆうパック（2003年廃止）」を、さらに翌年の1986年（昭和61年）10月からは海外在住の日本人などに日本の特産品や書籍を送ることのできる「海外ふるさと小包（2006年廃止）」を開始している。
バブル景気の中、国内需要においても更なる需要の掘り起こしが試みられた。1987年（昭和62年）から1988年（昭和63年）にかけてパソコンソフトやゲームソフトを郵便局のカタログから注文できる「ハイテクゆうパック」や贈り物として書籍を届ける「ゆうBOOK」、各種ギフト券を届ける「メモリーゆうパック」、ビデオレンタルサービス「ビデオゆうパック」、月額制の絵画リースサービス「アートゆうパック」といったサービスが次々と展開された。これらのサービスの殆どは1990年代の間に終了したと思われる。なお、メモリーゆうパックとの関連は不明であるが、少なくとも1996年頃から2000年頃までの間は配達記録郵便でギフト券を届ける「ギフト券めーる」が存在したほか、2001年頃から2007年までの間は「花鳥風月ギフトカード」と呼ばれるカタログギフトが存在した。また書籍販売は1999年（平成11年）11月26日に再度登場し、2002年（平成14年）頃に消滅している。
このころにはふるさと小包も一般に定着し、1990年（平成2年）には1762万個を売り上げている。

### バブルの崩壊
1990年代初頭のバブル崩壊によって、1986年度から1991年度まで年平均20.1%と高い伸び率で増加してきた郵便小包は、1992年（平成4年）度には11月の値上げも響いて前年比4.4%の増加に留まった。
しかしながらバブル崩壊後もふるさと小包は好調であり、1995年（平成7年）11月には東海郵政局管内の特定2人局12局が参加して「ふれあい直送便」が開始される。これは岐阜県美濃加茂市の山之上町に位置する山之上郵便局の局長が故郷の同局へ配属になった際に地域の特産品である梨と柿を「ふるさと小包」として送れないかと考え、1984年（昭和59年）に開始したものが基となっている。初年度は95箱であった取扱数は4年目には2万7千個となり、郵便や貯金の取り扱い増加もあって山之上郵便局は40年ぶりに2人局から3人局へ増員することとなった。この成功のノウハウを基にして2人局を取り扱い局とする「ふれあい直送便」が創められることとなった。東海郵政局では翌年の1996年（平成8年）に過疎地域の郵便局に対する郵政省の施策である「ふるさとめぐり」と「ふれあい直送便」を統合して「ふるさと直送便」と改めているが、1997年（平成9年）には島嶼部の多い沖縄郵政管理事務所管内で「ふるさと直送便」ではなく「ふれあい直送便」が導入されている。なおこれらの「ふれあい直送便」や「ふるさと直送便」に関してはその後の文献に見られないため、自然にふるさと小包に吸収されたものと思われる。
1995年（平成7年）11月に新食糧法が施行されて米の流通規制が緩和されると東京郵政局（TOKYO旬の会・特選米頒布会）、東海郵政局（米どころ味くらべ・東海お米特選会）、近畿郵政局（純米だより・近畿ゆうパックの会）、四国郵政局（こづつみ倶楽部・純米ゆうパックの会）では会員制の米の産直事業へと乗り出した。いずれも昭和パックスと全国農協食品が開発した宅配便対応型の米袋でそのまま配送することで梱包コストを低減し、販売価格を抑えていた。
1996年（平成8年）11月1日からはチルドゆうパックが全国展開されたことで生鮮食品の取り扱いが改善されたほか、1990年代にはホームページからふるさと小包の注文が可能になるなど更なるサービス改善が行われた。

### 郵政民営化
郵政改革で2003年（平成15年）4月1日に郵政事業庁が日本郵政公社となると黒字化が至急命題となり各郵便局でゆうパックや郵便営業、ふるさと小包の売上目標などが掲げられるようになる。同年12月には全国のローソンに設置されているLoppiからふるさと小包が注文できるようになる。
2007年（平成19年）の郵政民営化によって日本郵政公社が分社化されるとそれまでポスタルサービスセンターが運用してきたふるさと小包は郵便局株式会社の直営事業となった。カタログギフト「郵便局の選べるギフト」「郵便局の選べる百貨店ギフト」の追加やショッピングサイト「郵便局の通販ショップ（現在の郵便局のネットショップ）」を開設するなど物品販売を強化する一方で、それまで無料だったふるさと小包の手数料は10％に引き上げられた。また、ゆうパックは郵便事業株式会社の商品であるため郵便局株式会社の職員が集荷に行くことが出来ないことや、別の会社への要件で来局した利用者に別会社の商品を勧めることが出来なくなるなど横のつながりがなくなったことでの弊害もみられた。また、ふるさと小包の対象がクーリングオフ適応外の食品のみとなったことで食品以外のふるさと小包は通常のゆうパックでの発送を余儀なくされた。これらの影響で民営化直前の半期で576万個あったふるさと小包の取扱個数は直後の半期には387万個に激減した。

## 年表
- 1983年（昭和58年）6月1日 - 北海道郵政局が独自施策としてふるさと小包の取り扱いを開始する[14][59][60]。受付は北海道と東京都内の郵便局の窓口で行われ、全国へと配送された[60][61]。
  - 8月 - 取り扱い範囲が東京郵政局を除く11郵政局へと広がる[62]。
- 1985年（昭和60年）5月 - それまで各地方ごとに配備していたカタログを全地域への配備に変更する[23]。
  - 10月 - 財団法人「ポスタルサービスセンター」が発足[22]。
- 1986年（昭和61年）4月 - 全国共通カタログの発行を開始[24][25]。
  - 6月 - クレジットカード決済を導入[63]。
- 2003年（平成15年）12月 - 全国のローソンに設置されているマルチメディア端末「Loppi」でふるさと小包の注文受付を開始する[64]。
- 2007年（平成19年）10月1日 - 郵政民営化に伴いふるさと小包事業が財団法人ポスタルサービスセンターから郵便局に移行され、同社の直営事業となる[65]。
- 2012年（平成24年）10月1日 - 郵便事業株式会社と郵便局株式会社の合併に伴い、郵便局物販サービスの事業となる。

## 不祥事
- 2010年（平成22年）7月30日に鹿児島県大崎町の業者と突然連絡が取れなくなったことで土用の丑の日用に注文を受けたウナギのかば焼き4万個が発送されなかった。これによって日本郵政は返金もしくは代替品の発送の対応を行った。なお当該業者とは2001年（平成13年）から取引があったがそれまで問題は起きていなかったという[66]。

## 批判
- 当時の郵政省は独立採算制を取っていたため税金を使用しておらず、国の事業であるゆえに民間より規制が多い一方で、全国2万4000局の郵便局の存在は到底民間企業では成しえないものであったため、宅配便業者からは「税金を使ってひっかきまわされたのではたまらない。第一、公平な競争ではない」との批判もみられた[15]。

- 1992年に明治学院大学教授の林周二は無制限な事業拡大を続ければ無制限に設備や人員を増やさなければならず、何らかの事情で郵便需要が大きく減少した際にも設備や人員を一定限度以下に縮小できなくなる問題点について指摘している[67]。
- 2001年に労働大学専任講師の正田彰はふるさと小包等に課せられた厳しいノルマ達成のための自爆営業やポスタルサービスセンターへの天下りに対して社会主義協会発行の機関紙である「社会主義」の紙面で激しく糾弾している[68]。